# Xornadas de Cine en Ourense
Les Xornadas do Cine en Ourense foren uns festivals de cinema i alhora un concurs de curtmetratges que se celebrava anualment a la ciutat d'Ourense entre 1973 i 1978, organitzat per Luís Álvarez Pousa i José Paz Rodríguez, que tenia com a principal objectiu la promoció del cinema gallec. Es van dividir en dos blocs principals: el bloc de projecció de pel·lícules i el bloc de conferències i taules rodones. En ambdues parts es tractaven nous temes d’aquella època com els relacionats amb la identitat gallega. Tot i això, per la manca de suport econòmic (aquests dies van ser impulsats principalment per dos grups independents, el Cineclube Padre Feijoo i l' Agrupación Cultural Auriense), només es van poder celebrar sis edicions.

## Origen
L’origen de les jornades rau en la creació del Cineclube Padre Feijoo els anys 1970-1971, una organització que aviat superarà els límits de projecció de pel·lícules i al centre de reunions per als cinèfils; així es transforma en el punt de dinamització cultural de la ciutat. Un moviment que no va passar desapercebut per Luís Álvarez Pousa, aleshores estudiant de Ciències de la Informació a Madrid, que va plantejar la possibilitat d'organitzar una setmana de cinema a Ourense. José Paz, membre de la junta directiva del pare Feijoo, es va aliar amb aquesta idea i va ser l'encarregat de promoure les Xornadas, que en un primer moment es deia Semán do Cine en Orense i l’any següent -ja galleguitzant el títol- es va canviar el nom de Xornadas do Cine en Ourense. Reorientació que indica les convulsions sociopolítiques d’aquells anys, els darrers del franquisme i la transició a la democràcia. Per concloure, les jornades es van publicar en un llibre per mantenir la història de Galícia i recordar-les com a motiu de l'expansió de la cultura a la península.

## Edicions

### I Semán do Cine de Orense (1973)
Entre els dies 8 i 13 de gener de 1973 es va organitzar a Ourense la I Semán do Cine de Orense. Aquest acte es va dur a terme gràcies al suport del Cineclube Padre Feijoo i a la coordinació de Luís Álvarez Pousa, José Paz Rodríguez, Norberto Alcover, Emilio Losada i Alfonso Sánchez Izquierdo. No només es projectaven pel·lícules i curtmetratges, sinó que també hi havia espai per a conferències i col·loquis. El tema central d'aquestes i properes Conferències va girar al voltant de les paraules de Xosé Luís López Cid a la presentació: 
| «                                                                    | És encoratjador parlar del nostre cinema inexistent, dels nostres directors alienats, d'allò que es podria filmar, d'allò que ja s'està rodant, de plantejaments per a un futur. EL CINEMA GALLEC ÉS LA CONCIÈNCIA DE LA SEVA RES: JA ÉS ALGUNA COSA. | » |
| — Xosé Luís López Cid, programa de la I Setmana del Cinema d'Orense. | |   |

Aquesta cita de Xosé Luís López Cid reivindicava la importància del cinema gallec i la manera de promoure'l, qüestió que va tenir un gran ressò en el secció de conferències. Els ponents van ser els següents: Ezequiel Méndez (Postulados para un cine galego), Pedro Miguel Lamet (La vinculación a la realidad como condición de un cine humanamente válido), Fernando Lara (Cine español: la evasión de la realidad) i Luís Urbez (El hombre y su tierra, lugar genético del lenguaje cinematográfico).
Al programa de projeccions l'Equipo Lupa va presentar els següents curtmetratges: Catro por Catro, Mesturanza, Holocausto i A procesión das mortaxas.

### II Xornadas do Cine de Ourense (1974)
El 1974 es van celebrar dos esdeveniments on hi va haver les jornades: un va ser el festival de cinema celebrat entre el 9 i el 19 de gener i l'altre un curs de cinema a l'abril.
En aquestes Jornades (organitzades per Luís Álvarez Pousa, José Paz Rodríguez, Norberto Alcover, Emilio Losada i Alfonso Sánchez Izquierdo) hi havia un nombre menor de curtmetratges (només dos): A morte do mariscal d'Enrique Rodríguez Baixeras ' O Corpiño de l'Equipo Lupa. No obstant això, aquest dèficit es va compensar amb un nombre més gran de conferències i taules rodones.
Les conferències van tractar la possibilitat de projectar cinema gallec en altres àrees de parla portuguesa, molt en línia amb el lema de les jornades: Pobo e cine. Els conferenciants foren: Luís Urbez (La presencia del pueblo en la historia del cine), Pedro Miguel Lamet (El pueblo desde las diferencias estéticas cinematográficas), Ángel Pérez Gómez (La ausencia del pueblo en el cine contemporáneo), Fernando Lara (El pueblo en el cine español), Miquel Porter i Moix (La experiencia del cine catalán) i Ramón Piñeiro (As posibilidades do cine galego no momento actual da nosa cultura).
Amb relació a les taules rodones, cal esmentar la titulada As posibilidades dun cine galego – camiños a seguir. En els als participants Euloxio Rodríguez Ruibal (equipo LUPA de Santiago), el director ourensà Antonio Fernández-Román (Tony Román), Juan Antonio Porto (guionista), Xavier Iglesias (equipo ENROBA de la Corunya), Ramón Piñeiro (escriptor), i el productor Ismael González van arribar a la conclusió: intentar professionalitzar el cinema gallec.
Finalment, el curs organitzat del 8 al 14 d’abril per les Jornades del Cinema i patrocinat per l'Agrupación Cultural Auriense va ser un punt de suport per al naixement del cinema gallec. Aquest curs va ser impartit per José María Nunes (realitzador), Juan Antonio Porto (guionista), Enrique Banet (càmara i fotografia) i Díaz Noriega (ciineasta amateur).

### III Xornadas do Cine en Ourense (1975)
Les terceres jornades va tenir lloc del 2 al 8 de gener de 1975 i va ser desenvolupada per crítics de cinema i alguns directors. En aquestes jornades es va tractar el tema de la creació d'un productor-distribuïdor gallec (NOS) per donar suport a grups que donaven suport al mateix objectiu: expandir el cinema gallec i donar importància al gallec. Però, aquesta productora no tindrà activitat i desapareixerà una mica més tard; per tant, es creen les dues tendències que van marcar el debat sobre el cinema a Galícia als anys setanta: els defensors del professionalisme com a únic camí cap a la normalització i els que defensen el cinema alternatiu al servei de les lluites populars i l'agitació política.
En aquestes jornades es van crear nous grups, a més dels que ja existien Lupa i Enroba, anomenats Imaxe e Grea, típics de la Corunya. Van participar en les jornades, estrenant diversos curtmetratges, un d’ells en 35 mm dirigit per l'ourensà Eloy Lozano, que va fer una adaptació del llibre Retorno a Tagen Ata de Xosé Luís Méndez Ferrín, i es va rodar també l'adaptació del conte d'Ánxel Fole O Documento, ambdós filmats pel grup Enroba. D'altra banda, el grup Grea estava enregistrant l'estiu d’aquell any el treball A Tola en 16 mm, que fou segrestat per ordre del Tribunal d'Ordre Públic. I, per la seva banda, el grup Lupa estava acabant Berros na coba, i va presentar al festival A rapa das bestas, Antroido en Laza i Inqueda volta en super 8.
Al cartell de la conferència es mostrava que s'havia de representar l'obra A esmorga d'Eduardo Blanco Amor, feta pel mateix autor; al mateix pòster també apareixia el curtmetratge basat en l'entorn marí d’Enrique Banet en 16 mm i l’obra feta per Lois Álvarez Pousa i Carlos Casares, representada amb la figura de Ramón Otero Pedrayo com a protagonista de la pel·lícula.
Tot i que no van rebre gaire ajuda econòmica per dur a terme aquestes Jornades, van seguir endavant, ja que Álvarez Pousa va agafar les regnes i les va publicitar als diaris i revistes gallegues. Alhora intentaven constituir una societat anònima per registrar un productor-distribuïdor i així poder difondre el cinema gallec per tota la península, tot i que amb estètiques, claus ètiques i raons sociopolítiques diferents de les de la resta de pobles espanyols. Simultàniament hi destacà la participació procedent de Catalunya i Portugal

### IV Xornadas do Cine en Ourense (1976)
Van ser les primeres conferències celebrades després de la mort del dictador Franco, el gener del 1976. En el període de transició a la democràcia, el cinema era vist com "un instrument de lluita ideològica al servei de les classes treballadores".
En aquestes jornades, el cinema gallec va deixar de ser un fenomen aïllat i es va convertir en un fet destacable i en una realitat a la península. Es deia cinema independent, ja que feien servir un tipus de cinematografia allunyada del cànon espanyol. Es va debatre sobre diversos projectes de "cinema alternatiu" o cinema independent, considerant el cinema alternatiu com una parcel·la més d'aquest ampli cinema i independent (o millor: cinema marginal), a més de situar al cinema de les nacionalitats entre les alternatives a la producció dominant en l'Estat Espanyol. Finalment van concloure amb la Declaració dels Cinemes Nacionals, on s'entén per “cinemes nacionals els que conceben el fenomen cinematogràfic com a instrument de lluita ideològica de les classes explotades de les diferents nacionalitats de l'Estat Espanyol”. Aquests cinemes han de recollir i mostrar les característiques pròpies de cada poble. Simultàniament, es va posar en marxa la idea d'organitzar un festival de cinema a Ourense.
Algunes de les obres filmades durant aquests dies van ser Fendetestas (Antonio Simón, 1975) i A romería da morte (Alberto Estévez Piña, 1975).

### V Xornadas de Cine de Ourense (1977)
Les V Xornadas, organitzades pel cineclub Padre Feijoo el 27 de juny de 1977, tenen com a objectiu proporcionar una etapa en què el cinema sigui acollit com un cinturó comunicatiu que possibilita conjuntament amb altres forces polítiques i socials en general, culturals i comunicatives en particular, que aquesta consciència popular prengui cos col·lectiu. Comprèn que d'una vegada per totes la infraestructura estigui configurada perquè puguem parlar realment de l'existència d'un cinema gallec. Les V Xornadas busquen la col·laboració del poble gallec, cineclubs i associacions culturals i parroquials. Proposen elevar la veu del poble gallec a la indústria cinematogràfica, en què, tot i que es representa una Galícia paisatgística i bonica, deixa de reflectir un poble inculte i pseudofolklòric, que quasi sempre ridiculitza la dona gallega. És a dir, un projecte col·lectiu en què participen fins i tot els partits polítics.
Els coordinadors foren David de Prado, Emilio Losada, Segismundo Bobillo, Luís Álvarez Pousa, Xosé Lois González, María del Carmen Salve, Xulio Fernández, Oscar Santos i José Paz Rodríguez. Es van projectar les pel·lícules O paí do Migueliño (Miguel Ángel Castelo Agra, 1977), A semente (Xavier Villaverde, 1977), Illa (Carlos Piñeiro, 1975), A ponte de verea vella (Carlos Piñeiro, 1977), O cadaleito (Enrique Rodríguez Baixeiras, 1976), O herdeiro (Miguel Gato, 1976), Enterrade o meu corazón nas orelas do Sar (Emilio López Varela, 1977). Aquest programa es projectaria el 1977 a cineclubs i associacions culturals de setanta ciutats gallegues. Les conferències i debats que van tenir lloc van ser O cine galego na búsqueda dunha infraestrutura, Producción-realización-distribución de cine en Galicia i Os cines nacionais: Interrelación. Hi va assistir Carlos Velo, a qui es va dedicar un homenatge.

### VI Xornadas das Nacionalidades e das Rexións (1978)

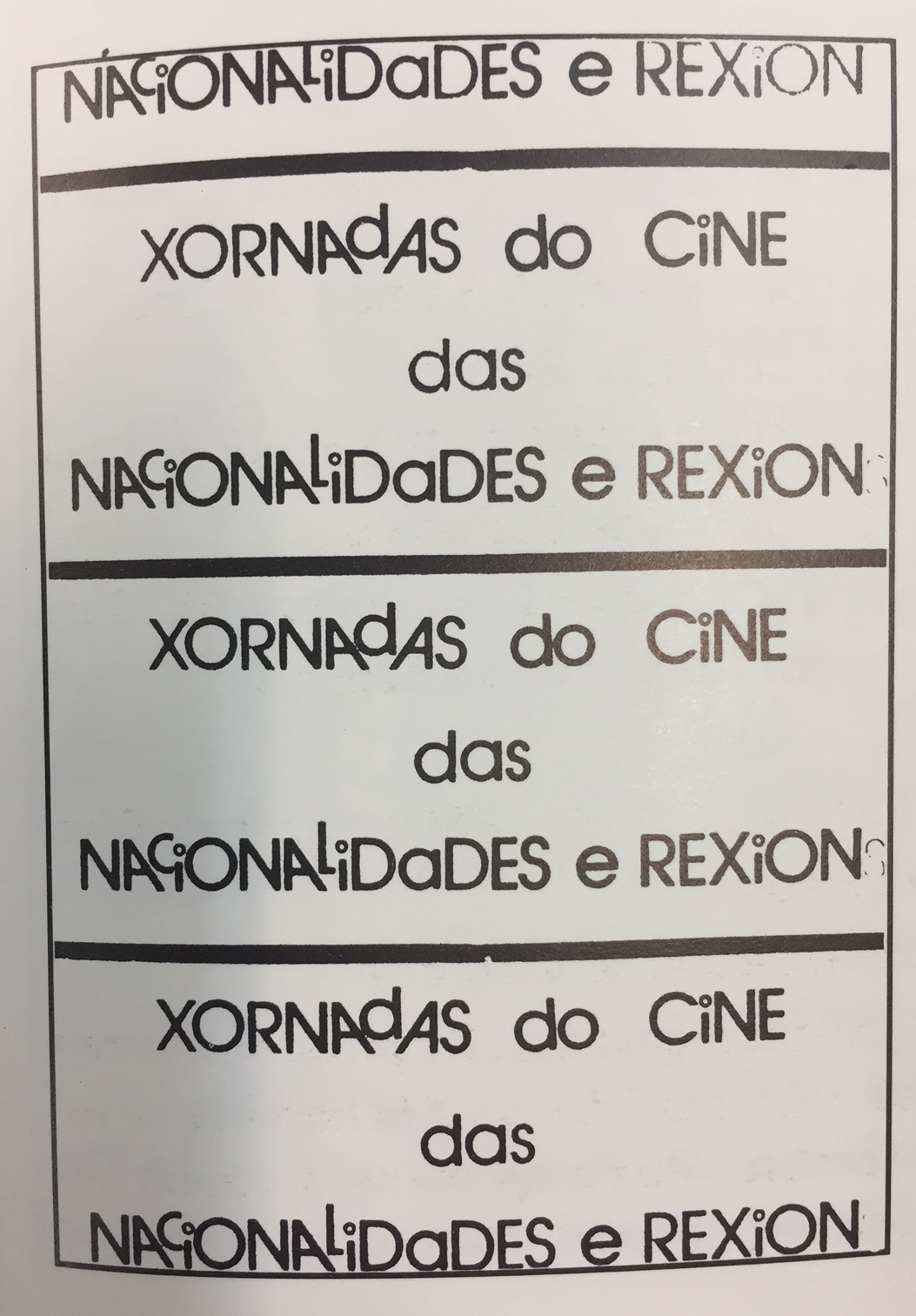
Cartell de les VI Xornadas do Cine das Nacionalidades e Rexións

Les VI Xornadas es va celebrar del 7 al 14 de gener de 1978, el mateix any de l'aprovació de la Constitució espanyola de 1978. Aquest any marcarà l'inici del reflux del moviment de reivindicació del cinema gallec. L’organitzador va ser el cineclub Padre Feijoo, l'acte de la Conferència es va celebrar per última vegada per ofegament per deutes, falta de suport oficial i obstacles administratius. Les Xornades no tindran alternativa ni seran substituïdes, de manera que la principal font de llançament del cinema gallec morirà.
Aínda non hai cine galego (Encara no hi ha cinema gallec), aquest títol va aparèixer al diari La Voz de Galicia encapçalant una crònica al final de les X Xornades. La primera qüestió és per què les VI Xornades estan dedicadesal cinema de nacionalitats i regions. Miguel Castelo publica un article on es pot apreciar un dels motius; diu que la política ha de ser realista i la realitat és que no sols existeixen el País Basc i Catalunya, com semblava segons el diari El País, sinó que també existeix Galícia. Hi ha una pluralitat nacional a Espanya, però aquesta pluralitat es manifesta a diferents nivells: marc colonial, marc nacional i marc regional. Això fa inevitable la normalització lingüística en l'ús de tots els mitjans audiovisuals, ja que també inclou l’aspecte econòmic com a compensació del que s’ha negat al gallec, al basc i al català, especialment durant la dictadura. La conclusió és que també es volia un reconeixement de la nacionalitat gallega constituent de l'Estat espanyol, que es dugués a terme una normalització lingüística a nivell administratiu i polític; tot això, permetria la normalització de les cinematografies nacionals i regionals. Però tot el que s’havia proposat com a objectius a les Xornadas anteriors, absolutament tot, havia fracassat. En aquest període de trànsit, els llargmetratges ja no tenien cabuda a la indústria cinematogràfica gallega i els pocs curtmetratges que es van organitzar només van comptar amb el suport d'un sol productor, Víctor Ruppen, que no va rebre cap benefici de les seves inversions en aquesta indústria es va concloure que la producció era desastrosa i poc raonable.
Els representants d’aquestes Xornadas van escriure una carta al ministre de Cultura Pío Cabanillas Gallas al·ludint que coneixien l'existència de materials de producció i centres de reproducció. Tot i això, fins i tot si aquests mitjans no s’utilitzessin o no se'ls donés prou ús, no van obtenir el suport que haurien de tenir per donar suport a la feina que es faria per a aquestes conferències.
Alhora la intenció de mostrar productes cinematogràfics de les nacionalitats i regions d'Espanya va restar en segon terme degut al caos de la programació (no es van respectar ni els horaris ni les pel·lícules anunciades), a les calamitoses condicions de projecció que van patir les pel·lícules de 8 mm i 16 mm (format de la majoria de les pel·lícules nacionals representades) i que es van projectar a primeres hores de la tarda, quan els espectadors eren molt pocs. Tot això provocà el desànim i el desinterès dels participants.
Les projeccions foren Autopista, unha navalla á nosa terra (Lorenzo Soler, 1977), A festa popular na montaña (Carlos Asorey, 1977), Seminario de arquitectura en Compostela (Lorenzo Soler, 1977) i En contra da cuota empresarial (Carlos Varela, 1977).